# Hermine Ginzkey

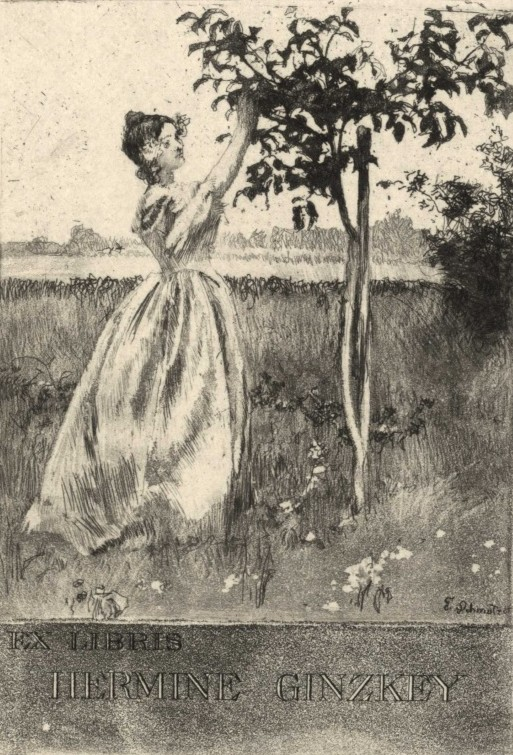
Ex libris Hermine Ginzkey od Ferdinanda Schmutzera

Hermine Ginzkey (13. září 1864, Vratislavice nad Nisou – 20. listopadu 1933, Zhořelec) byla německá malířka, která žila a tvořila v severních Čechách a v sousední Lužici.

## Život a dílo
Studovala u Hugo Charlemonta a jeho bratra Eduarda ve Vídni a poté v Mnichově. Byla členkou spolku německých malířek. Vystavovala v Praze roku 1908 na jubilejní výstavě Krasoumné jednoty (Svatvečer).
Kopírovala malby Tiepola a Canaletta. Byla krajinářkou a autorkou grafických žánrových obrázků.

## Galerie

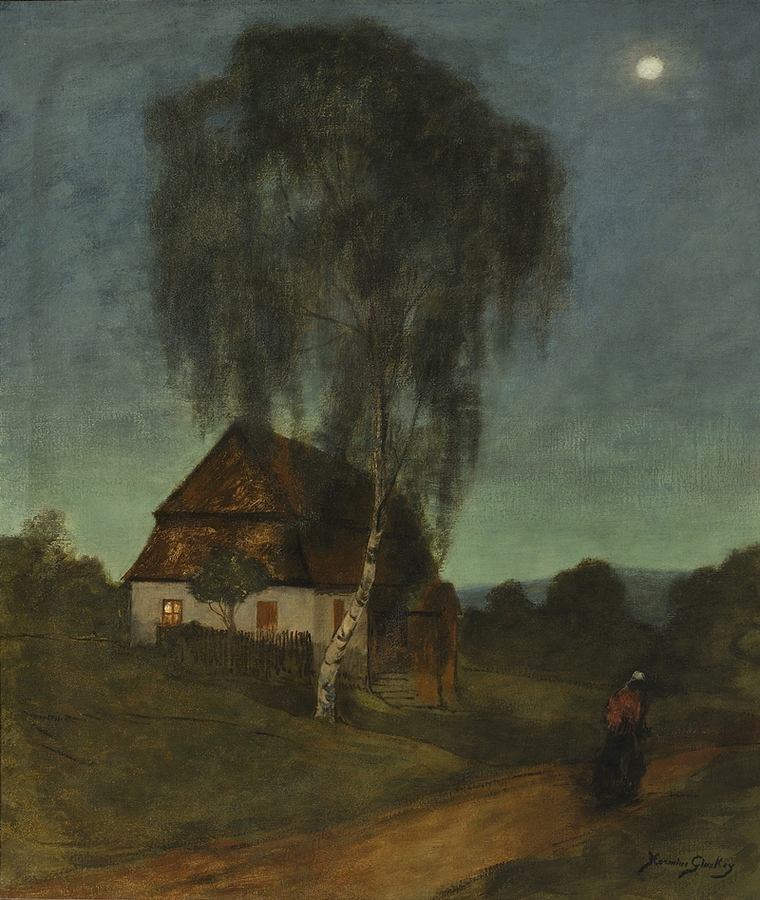
Svatvečer (1906)
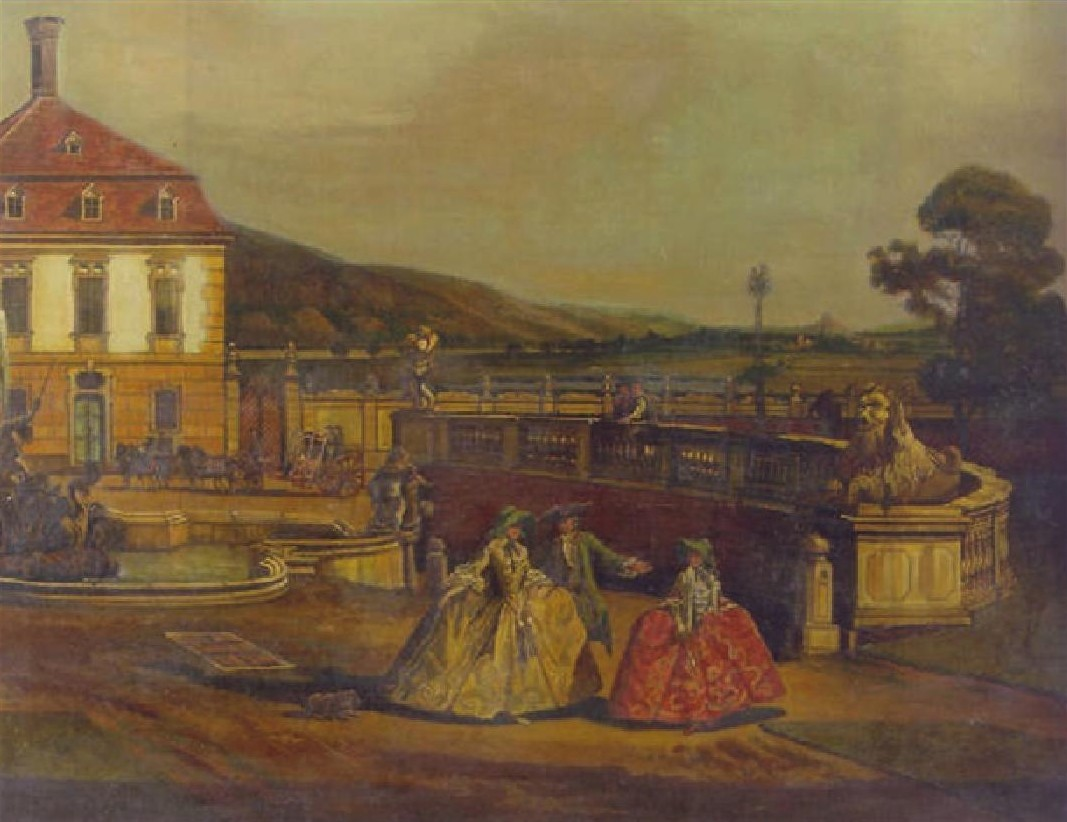
Zámek Schlosshof u Vídně: panstvo na procházce (před 1929)